# Sunjong av Goryeo
Sunjong av Goryeo, född 1047, död 1094, var en koreansk monark. Han var kung av Korea 1083. 